# Chrysocale olivotincta
Chrysocale olivotincta är en fjärilsart som beskrevs av William James Kaye 1919. Chrysocale olivotincta ingår i släktet Chrysocale och familjen björnspinnare. Inga underarter finns listade i Catalogue of Life.